# Paleontological Journal
Paleontological Journal és una revista científica russa avaluada per experts i especialitzada en paleontologia. El seu títol se sol abreujar a Paleontol. J. a les llistes bibliogràfiques. És publicada mensualment per Springer Science+Business Media en nom de MAIK Naüka/Interperiódica. El primer número de la revista sortí el 1967. Es publica tant en anglès com en rus (en aquest últim cas, amb el nom de Paleontologuítxeski Jurnal).